# Secció (biologia)
Secció (Sectio) en botànica és una categoria taxonòmica de baix nivell que està directament per sota del subgènere. Típicament es fa servir per a ajudar a organitzar gèneres amb, per exemple, centenars d'espècies.
Les seccions es poden dividir en subseccions.